# Sárvár
Sárvár (németül: Kotenburg, Rotenturm an der Raab, latinul: Bassiana, szlovénul: Mala Sela) város a Nyugat-Dunántúlon, Vas vármegye második legnagyobb települése, a Sárvári járás székhelye. Vendégéjszakák tekintetében Magyarország 12. legnépszerűbb települése (2022-es adat). Sárvár a Rába partján fekszik, a Kemeneshátnál. Megközelítőleg 15 ezer fős lakossága túlnyomórészt magyar, de élnek a településen németek és romák is. A megyeszékhelytől, Szombathelytől 24, Soprontól 55, Pápától 42, a Balatontól 60 km-re fekszik. 2016-ban Sárvárt az „Európai Reformáció Városa” tiszteletbeli címmel tüntette ki az Európai Evangélikus Egyházak Közössége.
A település névadó vára eredetileg egy mocsarakkal körbevett földvár lehetett. A középkorban több birtokosa volt, közülük emelkedtek ki a Kanizsaiak. Kanizsai Orsolyával kötött házassága révén került a birtok Nádasdy Tamáshoz, aki a török hódoltság idején Sárvárt Magyarország egyik kulturális központjává tette, várát pedig nagyszerűen kiépítette.
A város mai közigazgatási területe úgy jött létre, hogy 1902-ben hozzácsatolták Vármellék és Tizenháromváros községeket, 1912-ben Sárt és Péntekfalut, majd 1968-ban Rábasömjént is.

## Fekvése
Szombathelytől 25 kilométerre keletre, Celldömölktől 18 kilométerre nyugatra fekszik a Rába két partján, a Gyöngyös-patak torkolatától délre, a Kemeneshát és a Vas–Soproni-síkság határán.

### Megközelítése

#### Közút

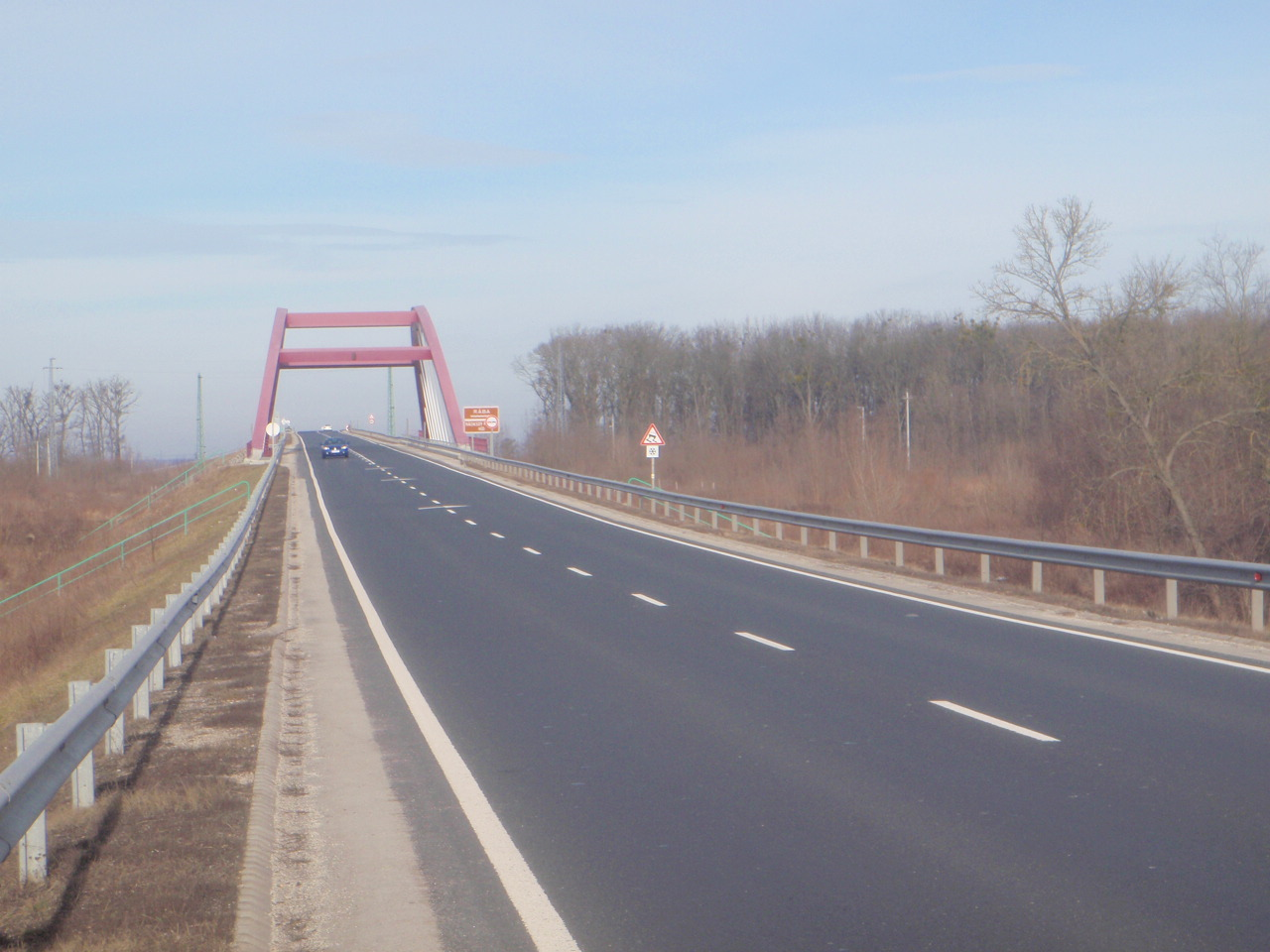
A Nádasdy Ferenc híd a Rába felett a 84-es főúton

Legfontosabb megközelítési útvonala a 84-es főút, ezen érhető el Sopron és a Balaton felől is. Szombathely felől a 88-as, Pápa-Celldömölk felől pedig a 834-es főúton közelíthető meg. Régebben a 84-es és a 88-as főút is érintette a városközpontot, de ma már mindkettő elkerüli; régi nyomvonalaik belterületi szakaszai ma ötszámjegyű mellékutaknak minősülnek, 84 150-es ill. 88 100-as számozással.
A környező kisebb települések közül Bejcgyertyános–Kám felé a 8439-es, Ölbő–Szeleste felé a 8446-os, Ostffyasszonyfa–Kenyeri felé a 8451-es, Csénye–Bögöt felé a 8458-as, Ikervár–Rábahídvég felé pedig a 8701-es úton lehet eljutni a városból.

#### Vasút

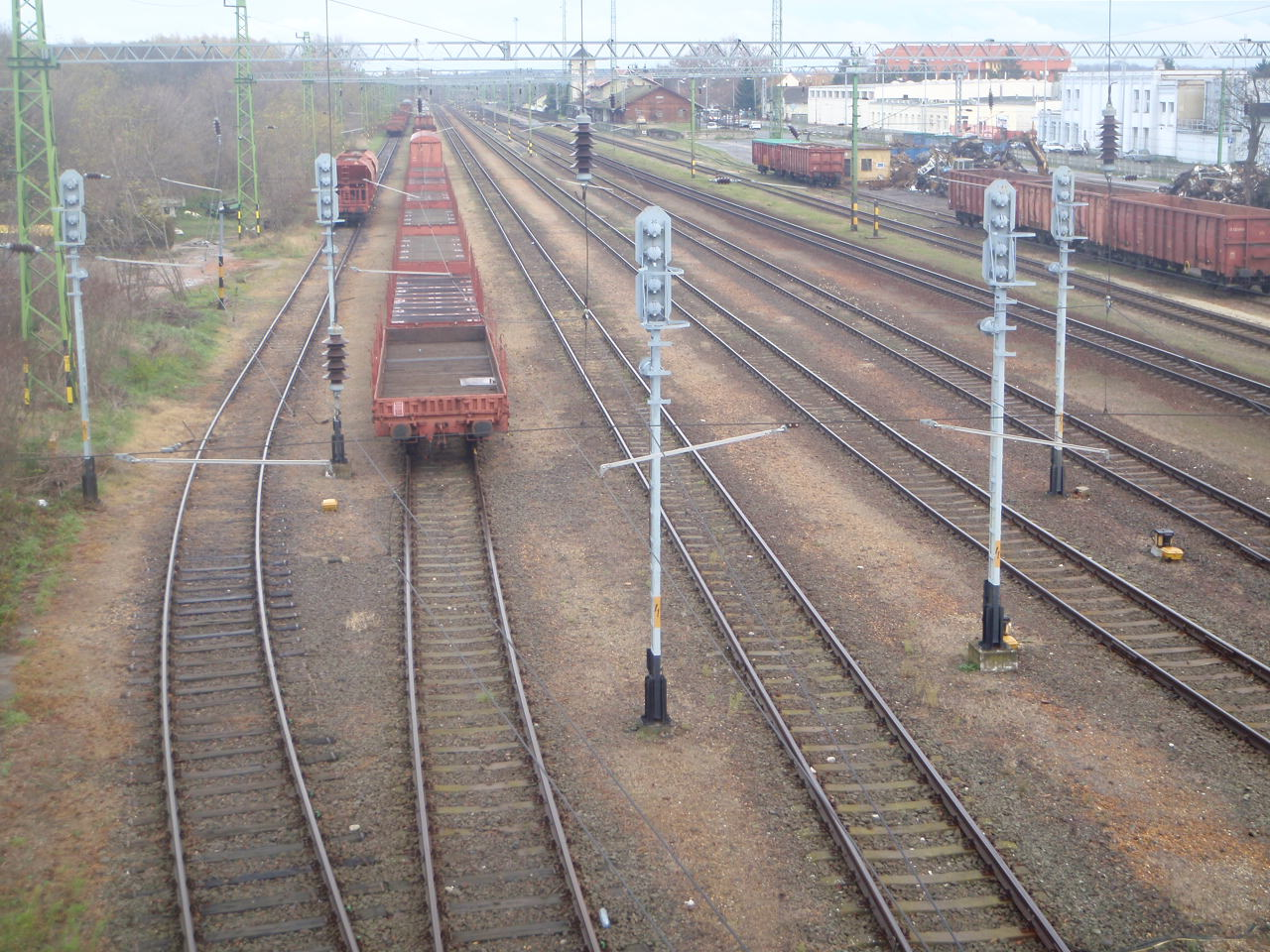
Sárvár vasútállomás a Székesfehérvár–Szombathely-vasútvonalon

A várost a hazai vasútvonalak közül a MÁV 20-as számú, Székesfehérvár–Szombathely-vasútvonal érinti, amelynek két megállási pontja van itt: a keleti határszél közelében, Lánkapuszta külterületi városrész mellett Ostffyasszonyfa megállóhely, a központban pedig Sárvár vasútállomás.
1913 és 1974 között a Zalabér–Sárvár–Répcevis–Felsőlászló-vasútvonal kötötte össze északon Bükkel és onnan Kőszeggel, illetve délen Zalabérrel is.

## Nevének eredete
Neve arra az erődítményre utal, mely a Gyöngyös-patak mellékén, mocsaras helyen épült és eredetileg földvár lehetett.

## Története
Már az őskorban lakott hely volt, amit neolitikus edénytöredékek, bronzeszközök és temetők leletei bizonyítanak. Földvárpuszta-majornál késő bronzkori földvár maradványait tárták fel.
Kr. u. 10-ben a térséget a rómaiak hódították meg, és Bassiana néven települést alapítottak a mai Sárvártól északra, a Gyöngyös torkolatának közelében, ahol a borostyánút áthaladt a Rábán. Korábban az átkelőhelyen kelta település állt; az ő erődítményük Ostffyasszonyfa-Földvárpusztánál volt. Az út védelmére épített római erőd maradványait a Gyöngyös keleti oldalán, az Óvár nevű helyen találták meg.
A Karoling-kori lakosság 9. századi temetőjét a Végmalomnál tárták fel.
A honfoglalás után a magyarok a német támadások ellen a Gyöngyös és a Rába összefolyásánál építettek földvárat, melyet először 1192-ben említenek. A vár az 1280-as évekig királyi tulajdon volt, majd a feudális anarchia idején a Kőszegi család birtokába került.
1327-ben Köcski Sándor foglalta vissza Károly Róbertnek a Németújváriaktól, és a király 1328-ban kiváltságokat adományozott a mai belváros területén állt Sársziget lakóinak.
1390-ben Zsigmond király a Kanizsai családnak adományozta, majd miután hűtlenné váltak hozzá, 1403-ban megostromolta és visszafoglalta tőlük. 1405-ben a lázadó Ludányiak fosztották ki a várost. 1409-ben Ozorai Pipó lett Sárvár birtokosa, majd 1424-ben a Kanizsaiak visszaszerezték, elcserélve Simontornyára. 1444-ben a vár a Rozgonyiaké lett; a Kanizsaiak 1454-ben eredménytelen ostrom után csak árulással tudták visszafoglalni. 1532-ben a török sikertelenül ostromolta; eközben Nádasdy Ferenc által vezetett sárváriak százfős hada esett el a mezőváros és a vár védelmében. Baso (Bazsó) Ferenc várnagy öt levélben tájékoztatja a Kanizsa várában tartózkodó Nádasdy Tamás nádort a várban történtekről. Augusztus 15-én este 10 órakor 3000 fős török sereg ostromolta meg a várat. Hajnalig tartott a csata, de a védők sikerrel jártak – igaz, százfős veszteség árán. Csata után megtalálni vélték a török szultán rokonának holttestét a harcmezőn. Boruk elfogyott, kérik sürgősen küldjenek néhány hordóval. Csepregi Zele (Szele) László volt a várkapitány, társai Káldy Péter, Szelestey Miklós és Bársony Bertalan. Közeleg az ötszázadik évforduló, ideje volna, hogy megismerje a város saját hőseit is.
Kanizsai Orsolya 1534/35-ben feleségül ment Nádasdy Tamáshoz, s a hozomány részeként Sárvár is a Nádasdyak birtokába került.
A művelt humanista Nádasdy Tamás a pusztuló ország egyik kulturális centrumát hozta létre a mezővárosban: 1534-ben iskolát, 1537-ben nyomdát alapított. Utóbbi élére az iskola tanítóját, Sylvester Jánost nevezte ki, ő pedig lefordította és 1541-ben itt nyomtatta ki az Újtestamentum fordítását: ez lett az országban az első, magyar nyelven nyomtatott könyv.
1556-ban itt halt meg, s a vár földjében nyugszik Tinódi Lantos Sebestyén.
A vár ura volt Nádasdy Ferenc, a „fekete bég” – az ő özvegye pedig Báthori Erzsébet, későbbi csejtei várúrnő, akit állítólagos szadista rémtettek elkövetése miatt ellene emelt, koncepciós vádak tettek széles körben ismertté, majd hírhedtté.
1671-ben Nádasdy Ferenc kivégzésével birtokait is elvették, s a vár a Draskovichoké lett, akiknek idején hanyatlásnak indult, hadászati jelentőségét elvesztette. 1704-ben meghódolt a kurucoknak, a napóleoni háborúk folyamán pedig, 1809 nyár elején a város francia kézre került; az idegen csapatok novemberig maradtak itt.
Leírás a településről a 18. század végén:
```
"Elegyes Mezőváros Vas Várm. földes Ura Szily, Brentánó, és a’ Génuai Köz. Társaság, lakosai katolikusok, és másfélék, fekszik Gyöngyös vizénél, Szombathelyhez 4 mértföldnyire. Hajdan Nádasdy Grófoknak lakó helyek vala Vára, ’s könyvnyomtató ház is vala itten; határja jó, vagyonnyai külömbfélék, néha a’ vízáradás ártalmas vidékjének."
 	
(
Vályi András
: 
Magyar országnak leírása
, 
1796
–
1799
)
```

Az új fellendülés 1803-ban kezdődött, amikor az Este–Modenai család vette meg az uradalmat. A várat igényeiknek megfelelően átépítették. A várost 1871-ben megfosztották városi rangjától, noha ez évben már a vasút is elérte. Elektromos energiát 1897-tól az ikervári erőműtől kapott. E két tényező tette lehetővé tette a nagyipar megtelepedését: 1894-ben cukorgyár, 1904-ben műselyemgyár létesült a városban. Fellendült a kisipar és a kiskereskedelem is, nőtt a lakosságszám.
A 20. század elején az uradalmat új tulajdonosa, Lajos bajor királyi herceg mintagazdasággá fejlesztette. Ekkor alapították azokat az oktatási intézményeket, amelyekből a mai iskolarendszer kifejlődött. 1909-ben kórházat avattak. Az I. világháború után a település fejlődése megtorpant, a műselyemgyár bezárt; ekkor sokan kivándoroltak Franciaországba, Belgiumba.
A II. világháború után az iparosítás ismét fellendült: első új üzemként a Baromfifeldolgozó Vállalat kezdte meg működését. Az 50-es években korszerűsítették és jelentősen bővítették a cukorgyárat, amely így alkalmassá vált arra, hogy kapacitásával több megye cukorrépatermelését feldolgozza. 1957 után további üzemek települtek Sárvárra. A győri Magyar Vagon- és Gépgyár kihelyezett gyáregysége több mint 1000 fős munkáslétszámával a város legnagyobb munkáltatója lett. A 70-es években Pepsi Cola-töltőüzem létesült Sárváron. Hosszabb ideje kőolajkutatók is dolgoztak a környéken, ám 1961-ben olaj helyett gyógyvizet találtak, aminek eredményeképpen a város fejlődésében egyre nagyobb szerepet kap a gyógyturizmus. 1978-ban a Nádasdy-várba költözött Sárvár művelődési központja.
A cukorgyárban 1998-ban leállították a termelést, ugyanakkor 1995 óta ipari park épül ki a város határában.
1968 óta Sárvár ismét város.

## Közélete

### Polgármesterei
- 1990–1994: Szabó Imre (nem ismert)[4]
- 1994–1998: Dr. Dénes Tibor (Fidesz-FKgP-KDNP-MDF-SZDSZ)[5]
- 1998–2002: Dr. Dénes Tibor (Fidesz-FKgP-MDF-KDNP-SZDSZ-VES)[6]
- 2002–2006: Dr. Dénes Tibor (Fidesz-MDF-MVPP-Sárvárért Egyesület)[7]
- 2006–2010: Dr. Dénes Tibor (Fidesz-KDNP-MVPP-VP-Sárvárért Egyesület)[8]
- 2010–2014: Kondora István (Fidesz-KDNP)[9]
- 2014–2019: Kondora István (Fidesz-KDNP)[10]
- 2019–2024: Kondora István (Fidesz-KDNP)[11]
- 2024– : Kondora István (Fidesz-KDNP)[1]

## Népesség
A település népességének változása:
| Lakosok száma | 14 812 | 14 763 | 15 072 | 14 931 | 14 314 | 15 003 | 14 200 |
|               | 2013   | 2014   | 2018   | 2021   | 2022   | 2023   | 2024   |

A 2022-es népszámlálás során a lakosok 86,8%-a magyarnak, 1,0% németnek. 1,0% cigánynak mondta magát (12,8% nem nyilatkozott; a kettős identitások miatt a végösszeg nagyobb 100%-nál). A vallási megoszlás a következő volt: római katolikus 49,4%, református 2,0%, evangélikus 4,9%, felekezet nélküli 5,6% (37,2% nem nyilatkozott).
2022-ben a lakosság 86,8%-a vallotta magát magyarnak, 1% németnek, 1% cigánynak, 0,4% ukránnak, 0,1% románnak, 0,1% horvátnak, 0,1% ruszinnak, 0,1% szerbnek, 2,4% egyéb, nem hazai nemzetiségűnek (12,8% nem nyilatkozott; a kettős identitások miatt a végösszeg nagyobb 100%-nál). Vallásuk szerint 47,7% volt római katolikus, 4,9% evangélikus, 2% református, 0,2% görög katolikus, 0,1% ortodox, 0,7% egyéb keresztény, 1,5% egyéb katolikus, 5,6% felekezeten kívüli (37,2% nem válaszolt).

## Turizmus
Sárváron 2022-ben 696 ezer vendégéjszakát töltöttek. A vendégek nagyjából fele-fele arányban bel- és külföldiek voltak. Sárvár ez évben az összes vendégéjszakák alapján a 12. helyezést érte el.

### Látnivalók

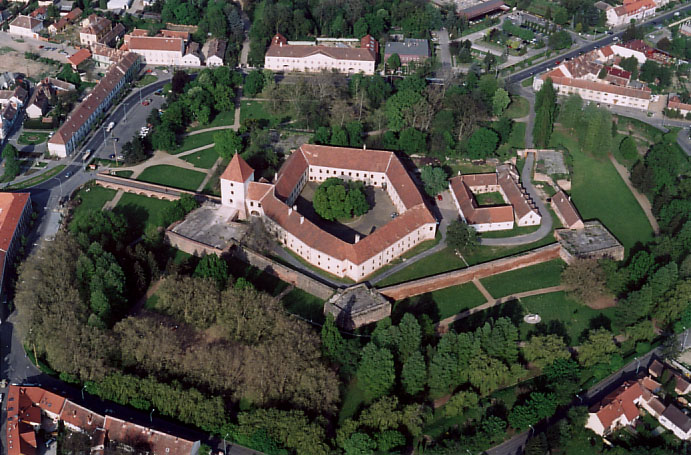
Nádasdy-vár

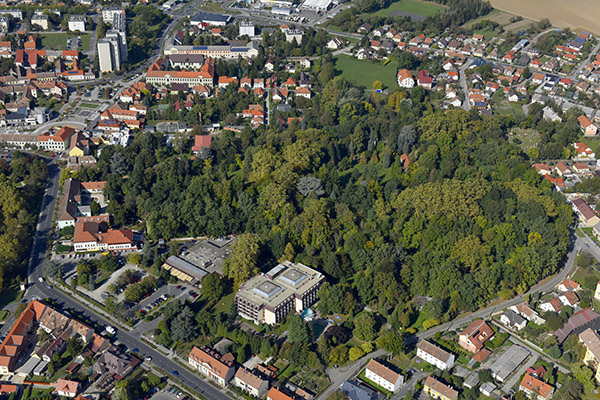
Sárvár arborétuma légifelvételen

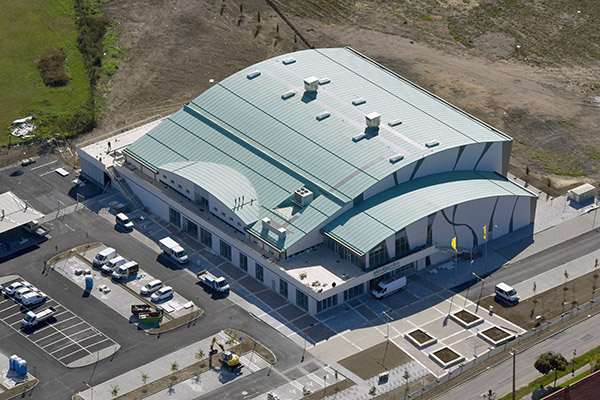
Sárvár Aréna

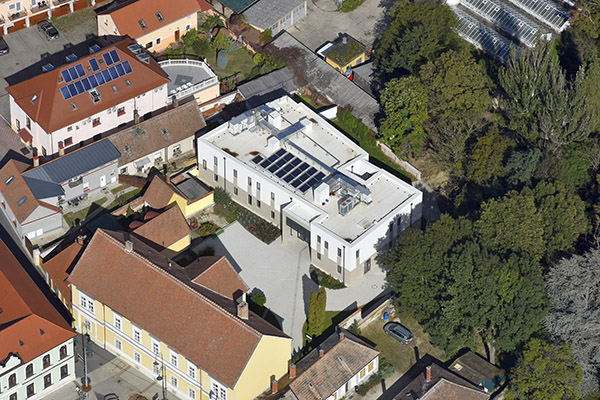
Zene Háza

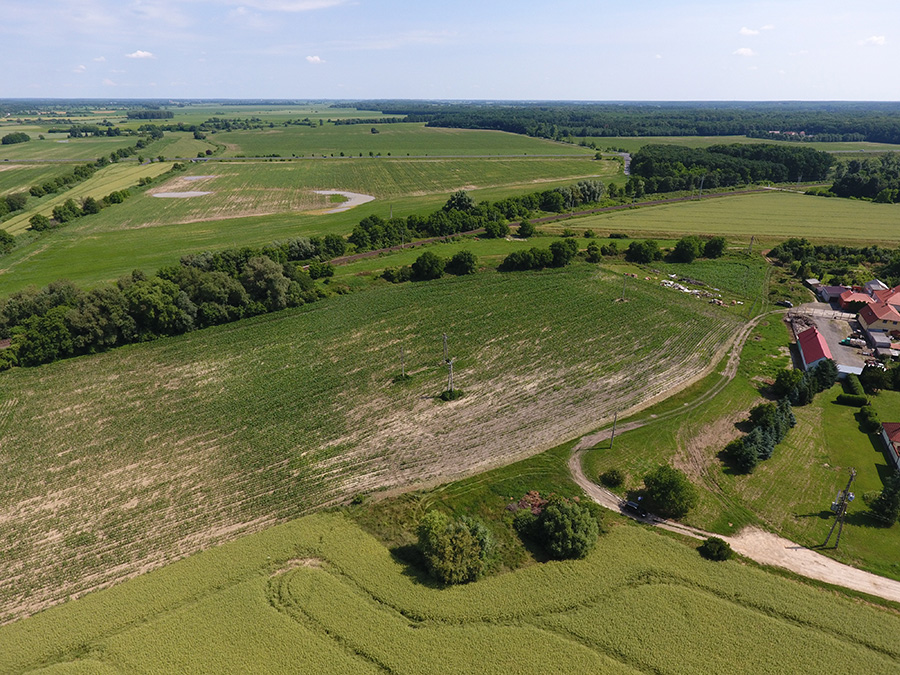
Sárvár óvára a levegőből

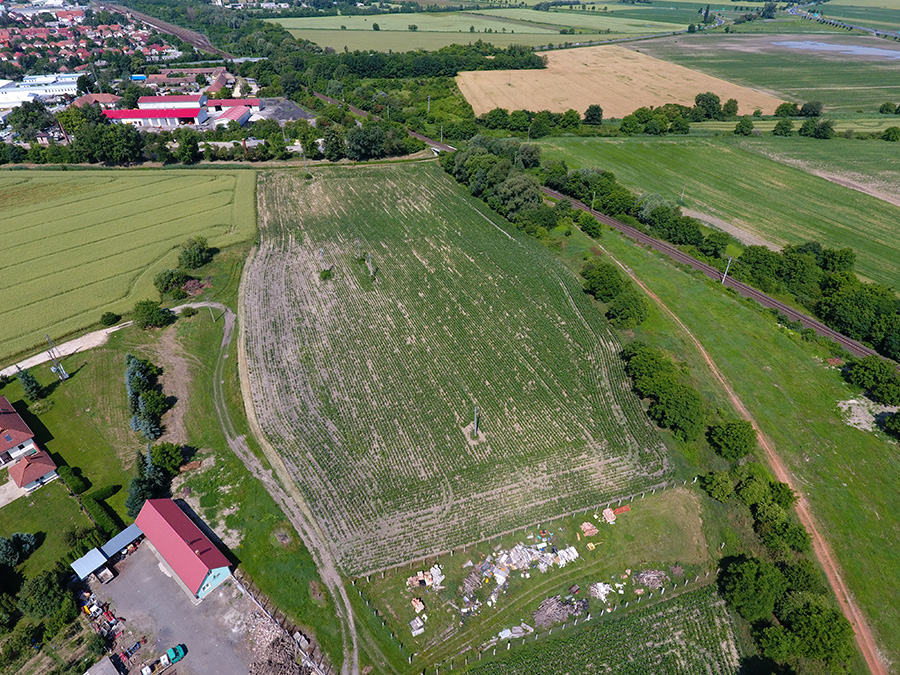
Sárvár óvára a levegőből

- A Nádasdy-vár elődje 13. századi. Több átépítés után a 17. században a Nádasdyak építették ki reneszánsz várkastéllyá. Fő látványossága a díszterem, melynek freskói 1653-ban és 1769-ben készültek.
- Nádasdy Ferenc, Nádasdy Tamás és Kanizsai Orsolya szobrai a várban (Túri Török Tibor alkotása)
- Szent László királynak szentelt r. k. temploma középkori eredetű; 1645-ben a Nádasdyak építették át. A Rákóczi-szabadságharc idején a templom elpusztul, 1732-ben barokk stílusban építik újjá. 1830-ban klasszicizálják, 1926-ban ismét átépítik. Előtte áll az 1701-ben készült Krisztus-oszlop.
- A Szt. László-templom közelében áll a város 1535-ben alapított első iskolája. Az emeletet 1830-ban húzták rá. Itt tanított Gárdonyi Géza is.
- Az egykori Sár község r. k. templomának Szent Miklós a védőszentje. A templomot 1454-ben említik először. 1830-ban és 1868-ban átalakítják, 20. századi átépítéskor neogótikus külsőt kap. A templom mellé temették Tinódi Lantos Sebestyént (1556).
- A hegyközség kálváriatemplomát 1758-ban építették; mai formáját a két toronnyal 1800-ban kapta.
- Evangélikus temploma 1836-ban épült klasszicista stílusban.
- Református templomát 1998-ban szentelték.[15]
- Termálfürdőjében 2002  végén gyógy- és wellnessfürdőt nyitottak. A fürdő 2004-ben Wellness Center kategóriában, 2005-ben Wellness Medicina kategóriában nyerte el a Magyar Wellness Társaság nívódíját. 2004-ben Sárvárt felvették az Európai Királyi Fürdők Szövetségébe. 2007-ben a fürdő kiérdemelte az EUROPESPA-med minőségi díjat. 2008-ban a Magyar Fürdőszövetség Minősítő Bizottsága a fürdőt a legmagasabb, négycsillagos kategóriába sorolta.
- Hatvany–Deutsch-kastély (helyi nevén Cukorgyári-kastély) az egykori cukorgyár mellett áll, egy ősparkban. Az épületet báró Hatvany Béla építtette 1898–99-ben. Tervezője Schannen Ernő budapesti műépítész volt. Jelenleg üres, eladás alatt áll, nem látogatható.
- A csaknem 10 hektáros arborétumot 1802-ben alapították. Nemesítőtelepén 520 m²-es növényház és kb. 1000 m²-es tenyészkert segíti az erdészeti növénynemesítést.
- A településen áthalad az Országos Kéktúra útvonala.

## Események, rendezvények
- Hagyományosan október utolsó szombatján rendezik meg a Simon–Júda-vásárt; az esemény idején piactérré alakul a város főutcája a csatlakozó utcákkal.
- Diákírók és Diákköltők Találkozója
- Nemzetközi Folklórnapok
- Nádasdy Történelmi Fesztivál
- „Vármeeting” Nemzetközi Motoros- és Rockfesztivál

### Sárvár híres szülöttei
- Beythe András botanikus (1564)
- Vitnyédy István, Zrínyi Miklós költő–hadvezér közeli barátja és ügyvédje (1612)
- Szilágyi Arabella operaénekesnő (1861)
- Vass József kalocsai nagyprépost, kereszténypárti politikus, a Bethlen-kormány népjóléti és munkaügyi minisztere (1870)
- Nagy Antal műbútorasztalos, felsőházi tag (1880)
- Rudas László marxista filozófus és teoretikus, egyetemi tanár, az MTA rendes tagja (1885)
- dr. Major Sándor királyi állatorvos–vezérőrnagy, egyetemi magántanár (1890)
- Komondy Zoltán gépészmérnök, műegyetemi tanár (1892)
- Burka Sándor klarinét- és tárogatószólista (1910)
- Fábián Gyula zoológus, egyetemi tanár (1915)
- Majláth Mária színésznő (1916)
- Urbán Ernő Kossuth-díjas író (1918)
- Zimonyi Róbert magyar olimpiai bronzérmes és amerikai aranyérmes evezős kormányos (1918–2004)
- Fülöp Kálmán dalszövegíró, költő, színész (1923)
- Németh Mihály szobrászművész; itt élt és alkotott is (1926–2018)
- Horváth István Károly klasszika-filológus, egyetemi oktató, műfordító (1931)
- Fendrik István sugárbiológus (1937)
- Lakatos József festőművész (1938)
- Simon János festőművész (1945)
- Hegedűs Csaba olimpiai aranyérmes kötöttfogású birkózó (1948)
- Horváth József költő, szerzői álnevén Dániel Attila (1952)
- Horváth Károly színész, bábszínész, díszlettervező (1953)
- Lakner Tamás hegedűművész, zenetanár (1954)
- Szovák Kornél Széchenyi-díjas klasszika-filológus, középkorkutató (1962)
- Stekovics Gáspár képzőművész, fotográfus (1966)
- Illés Béla labdarúgó (1968)
- Fodor László Kossuth-díjas dzsessz-zenész, zenepedagógus (1969)
- Rezes Judit Jászai Mari-díjas színésznő, a Budapesti Katona József Színház tagja (1977)
- Marton Tamás zenész (1979)
- Savanyu Gergely színművész, a Soproni Petőfi Színház, korábban a Szegedi Nemzeti Színház tagja (1984)
- Stieber Zoltán labdarúgó (1984)
- Pilnay Sára színésznő (1991)
- Góczán Gábor, a Soulwave zenekar tagja (1992)

### Sárvárhoz kapcsolódnak
- Nádasdy Tamás itt építette ki főúri és kultúraszervező központját az 1530-as években
- Sylvester János nyelvtaníró és bibliafordító itt tevékenykedett 1534−43 között
- Abádi Benedek nyomdász, az első magyar nyelvű könyv kinyomtatója itt tevékenykedett 1541−43 között
- Szegedi Körös Gáspár (Caspar Fraxinus Zegedinus) orvosdoktor itt tevékenykedett az 1550-es években
- Tinódi Lantos Sebestyén, a magyar epikus költészet jelentős alakja itt halt meg 1556-ban
- Gárdonyi Géza a városban tanított 1883/84-ben
- Tuboly Lajos (1873−1936) a sárvári járás főszolgabírája volt 1909−18 közt
- Huszár Mihály (1874–1941) r. k. esperes-plébános, országgyűlési képviselő 1919-től haláláig itt működött
- III. Lajos bajor király, országának utolsó uralkodója Sárvárott halt meg 1921-ben
- Kabos László komikus, színművész itt töltötte gyermekéveit
- Kónya Lajos Kossuth-díjas költő ifjúkorában (1930−32) itt élt

## Iskolák
- Barabás György Műszaki Szakközépiskola és Szakiskola[16]
- Nádasdy Tamás Általános Iskola[17]
- Sárvári Gárdonyi Géza Általános Iskola[18]
- Szent László Katolikus Általános Iskola[19]
- VVSZC Sárvári Tinódi Gimnázium[20]
- VVSZC Sárvári Turisztikai Technikum[21]

## Galéria

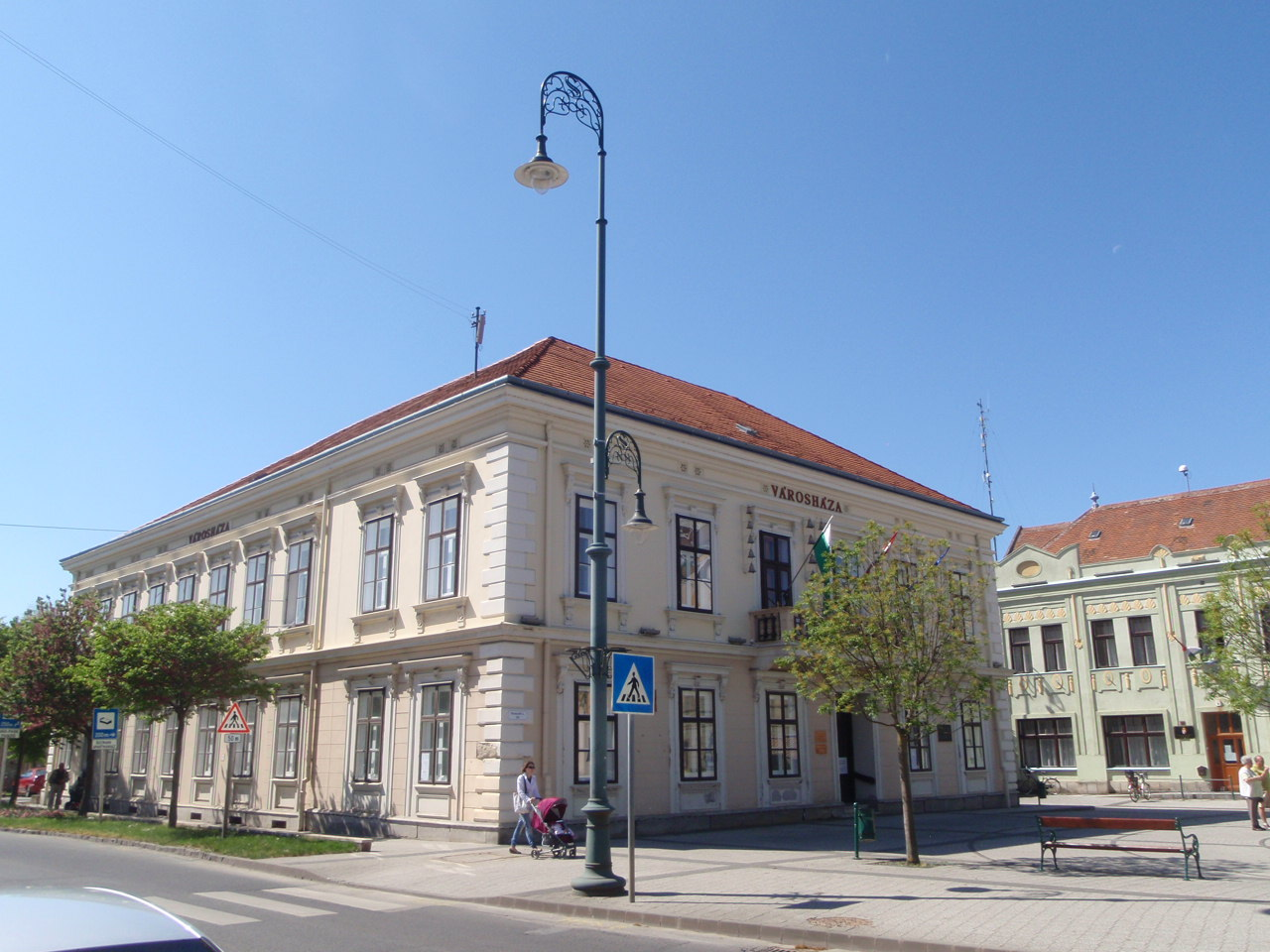
Városháza
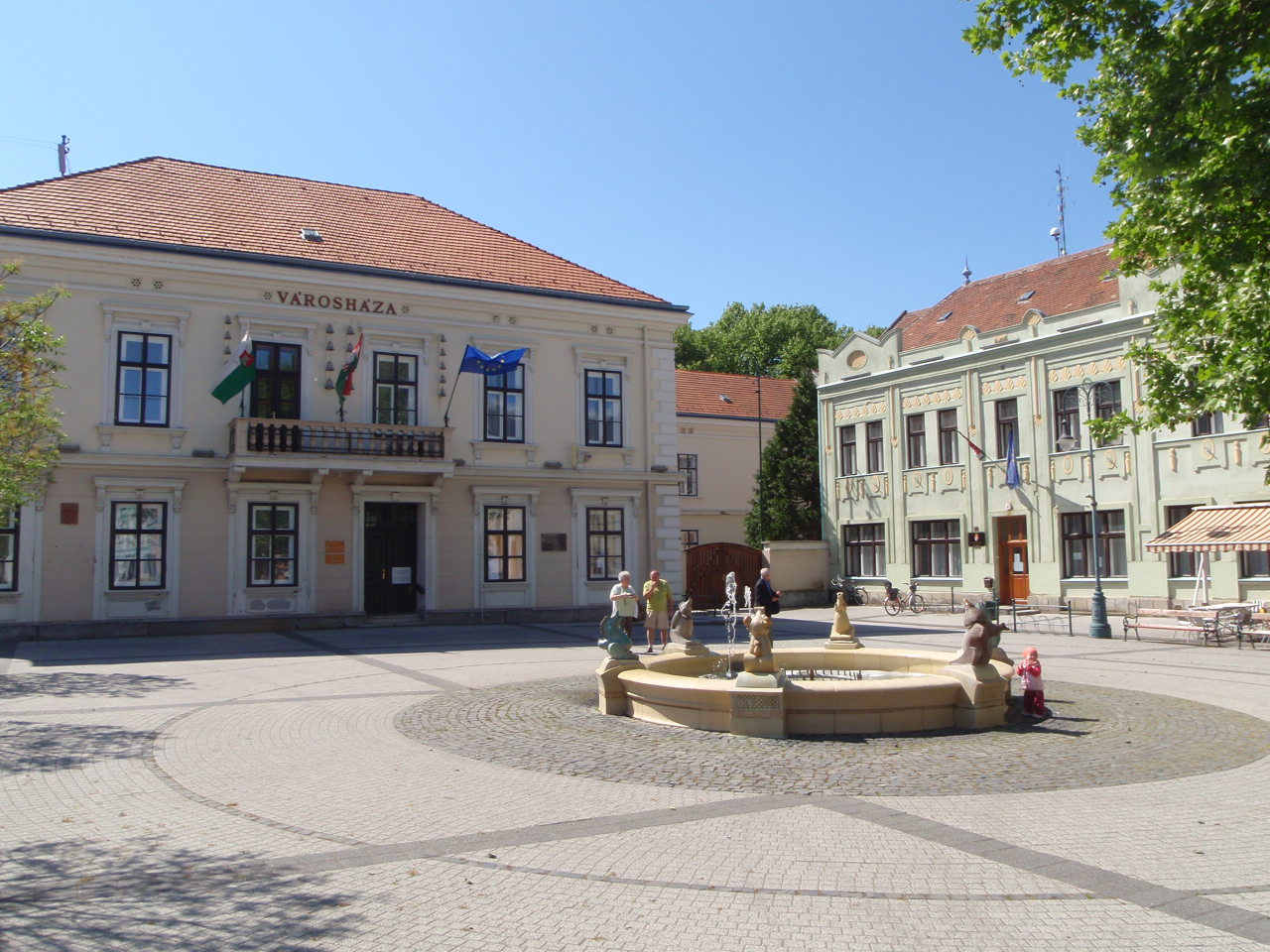
Kossuth tér, balra a Városháza
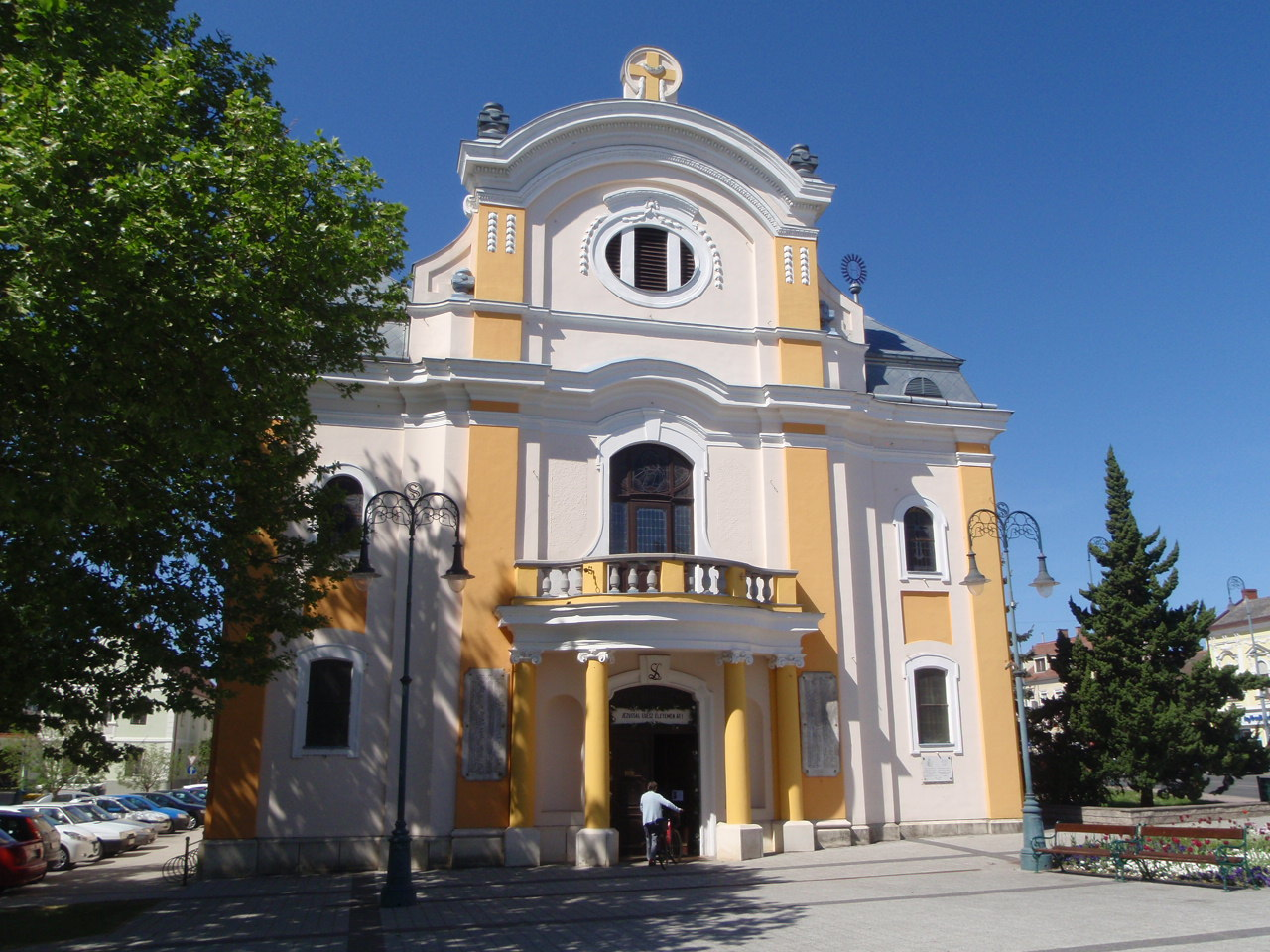
Szent László-templom
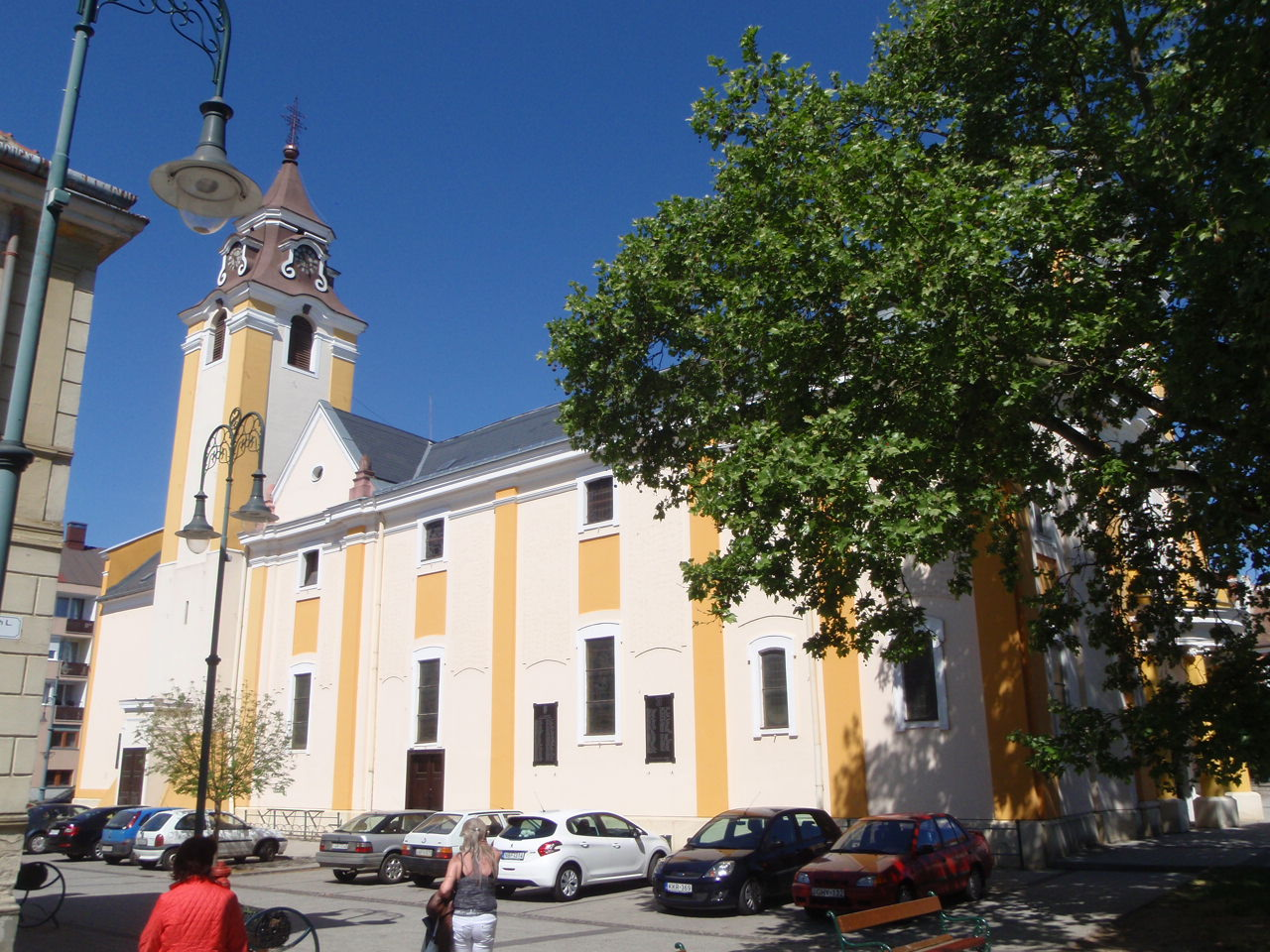
Szent László-templom
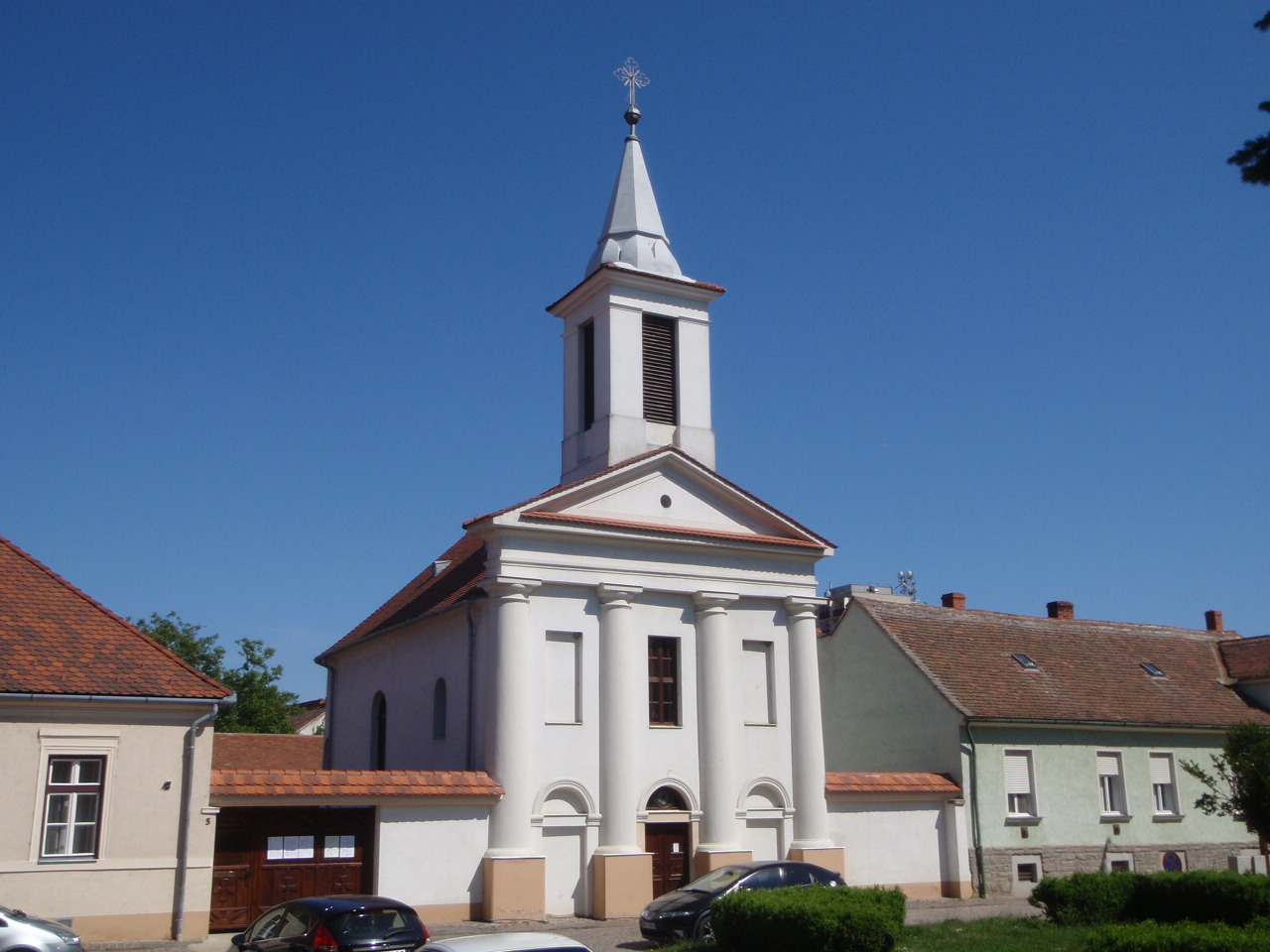
Evangélikus templom
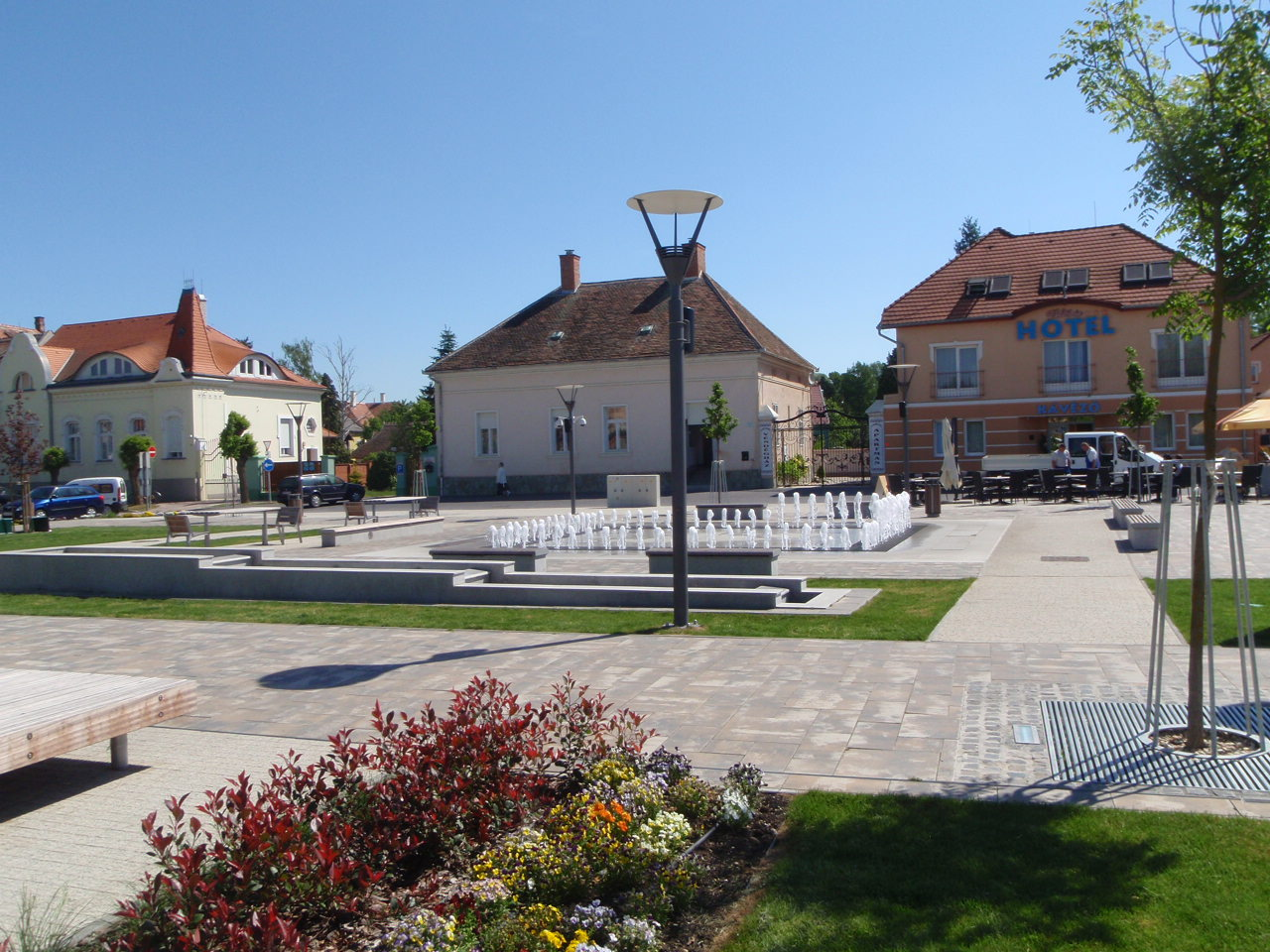
Posta tér (felújítva 2014-ben)
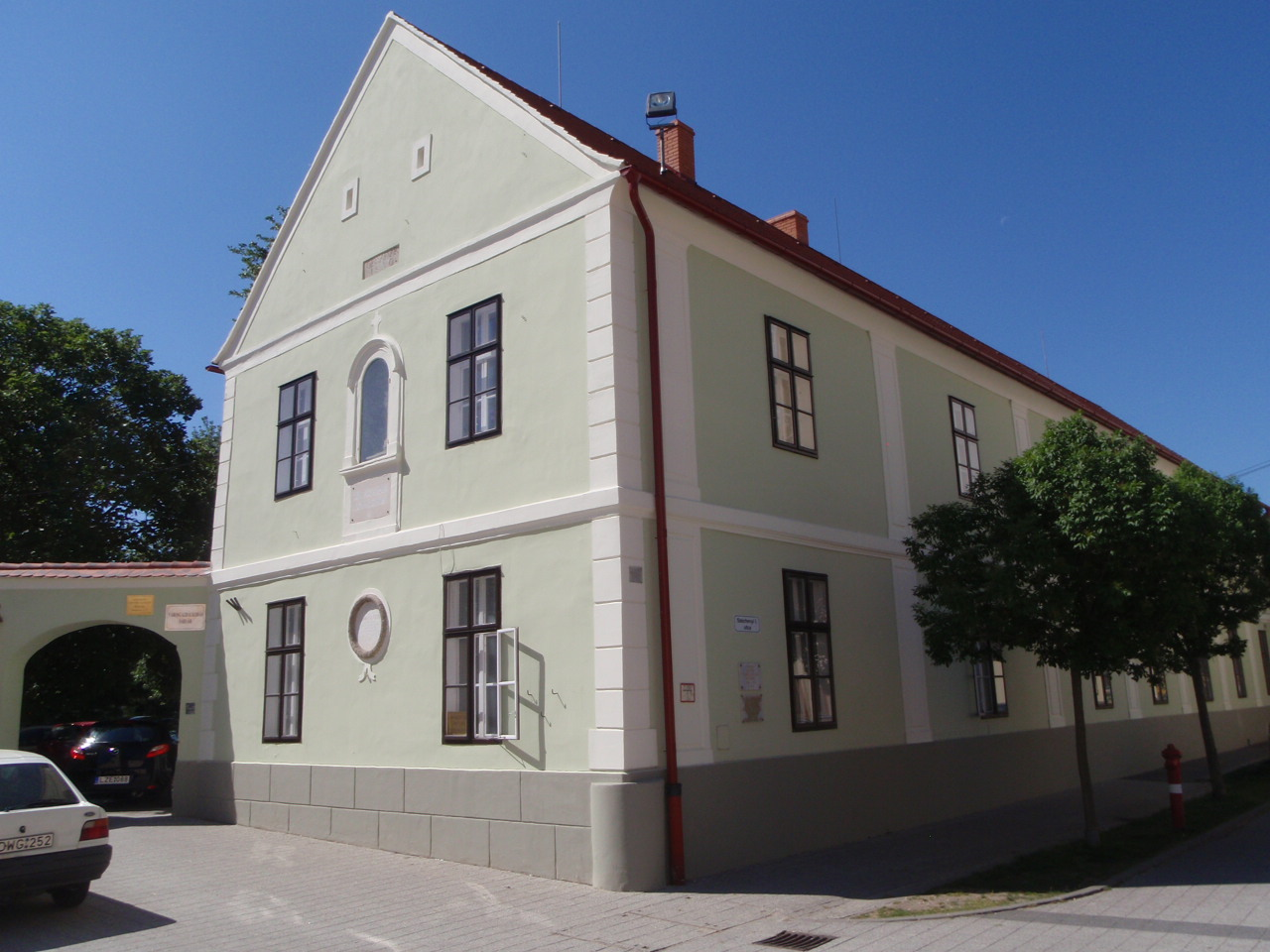
Széchenyi utcai egykori iskola, itt tanított Gárdonyi Géza 1883/84-ben
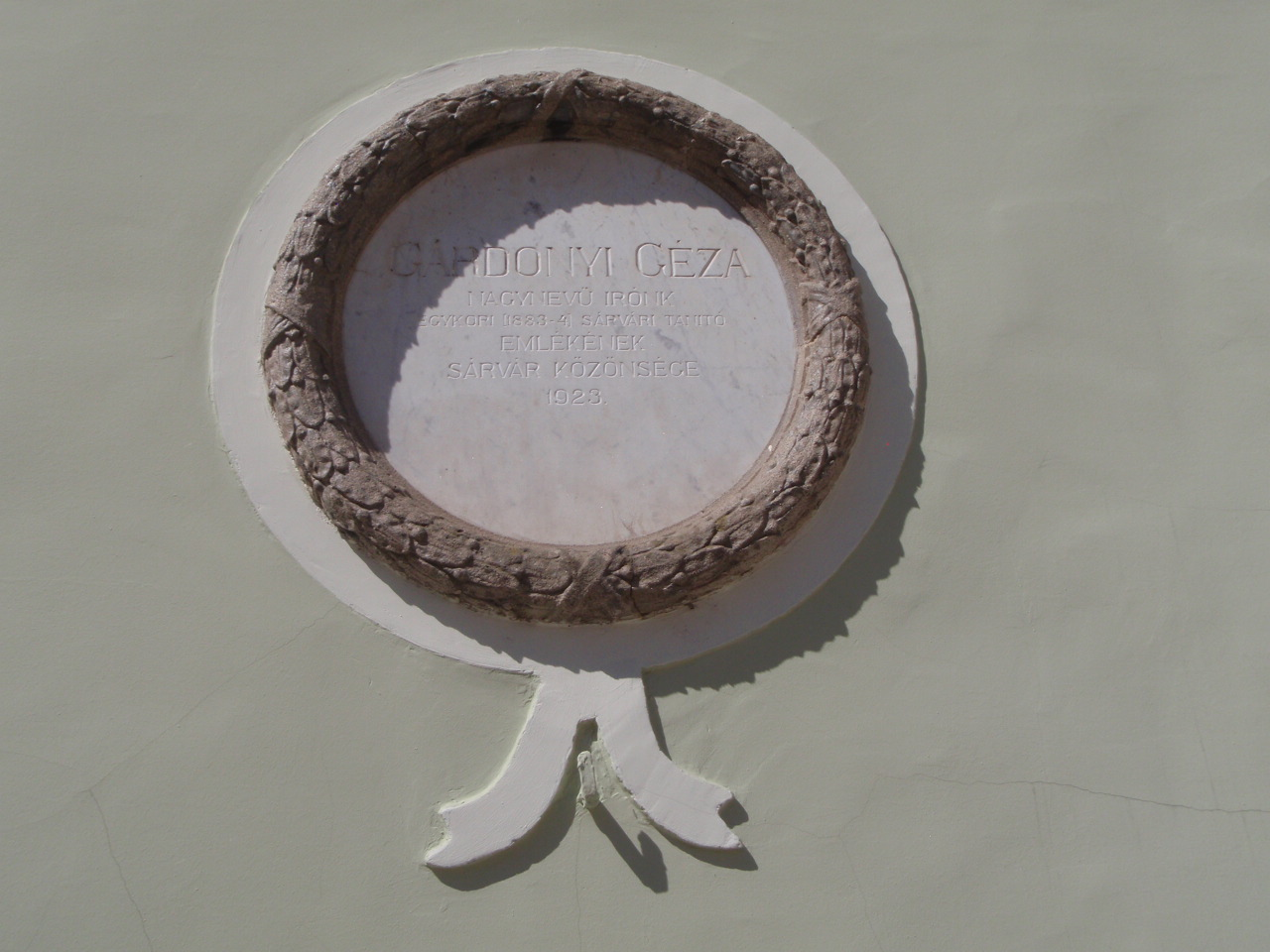
Emléktábla a Széchenyi utcai iskolaépületen (1923)
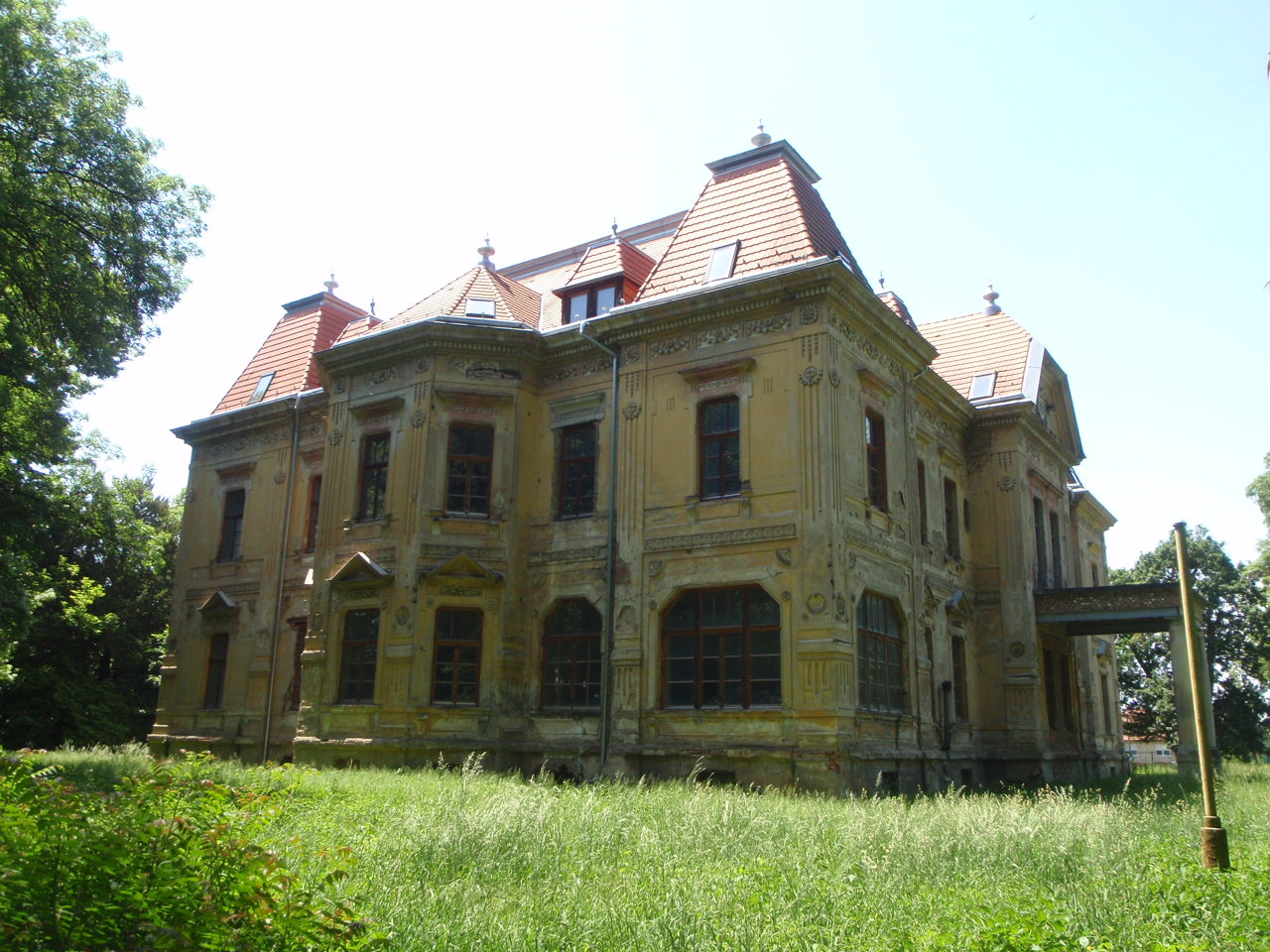
Hatvany–Deutsch- (helyi nevén „cukorgyári”) kastély

## Testvérvárosai
- Szinérváralja (Seini), Románia, Máramaros megye
- Sonntagberg, Ausztria
- Steinheim an der Murr, Németország
- Uherské Hradiště (Magyarhradis), Csehország

Egyéb kapcsolatai:
- Tubize, Belgium
- Újvidék, Szerbia, Vajdaság